# ۱۱۷۱ (قمری)
۱۱۷۱ (قمری)، هزار و صد و هفتاد و یکمین سال در گاهشماری هجری قمری است. اول محرم این سال برابر با پانزدهم سپتامبر سال ۱۷۵۷ میلادی است.